# Caratteristiche di albedo di Titano
Segue una lista delle albedo presenti sulla superficie di Titano. La nomenclatura di Titano è regolata dall'Unione Astronomica Internazionale; la lista contiene solo caratteristiche ufficialmente riconosciute da tale istituzione.
Le caratteristiche di albedo di Titano portano i nomi di luoghi mitici in varie culture. Sono state tra le prime caratteristiche della superficie del satellite per cui l'IAU abbia stabilito un nome nel 2006. Sono state individuate grazie alle riprese fotografiche dei primi sorvoli ravvicinati della sonda Cassini.

## Prospetto
| Albedo     | Eponimo | Latitudine | Longitudine | Diametro |
| ---------- | --- | ---------- | ----------- | -------- |
| Aaru       | Aaru - I campi dei defunti nella religione egizia.                                                                                         | 10° N      | 340° W      | 0 km     |
| Adiri      | Adiri - L'aldilà del popoli della Melanesia.                                                                                               | 10° S      | 210° W      | 0 km     |
| Aztlan     | Aztlán - Mitica terra d'origine degli Aztechi.                                                                                             | 10° S      | 20° W       | 0 km     |
| Belet      | Belet - L'aldilà che per i malesi si raggiunge attraversando un ponte di fiori.                                                            | 5° S       | 255° W      | 0 km     |
| Ching-tu   | Ching-tu - Il paradiso del Buddismo. | 30° S      | 205° W      | 0 km     |
| Dilmun     | Dilmun - Il Giardino dell'Eden per i Sumeri.                                                                                               | 15° N      | 175° W      | 0 km     |
| Fensal     | Fensal - La mitica dimora di Frigg nella mitologia norrena.                                                                                | 5° N       | 30° W       | 0 km     |
| Mezzoramia | Mezzoramia - Leggendaria oasi di felicità nel deserto africano nel racconto Le avventure del Signor Gaudenzio di Lucca di Simon Berington. | 70° S      | 0° W        | 0 km     |
| Quivira    | Quivira - Città leggendaria nel sud-ovest degli attuali Stati Uniti cercata da Francisco Vázquez de Coronado e altri esploratori.          | 0° N       | 15° W       | 0 km     |
| Senkyo     | Senkyo - Reame della serenità nella cultura giapponese.                                                                                    | 5° S       | 320° W      | 0 km     |
| Shangri-La | Shangri-La - Luogo immaginario del Tibet descritto nel romanzo Orizzonte perduto di James Hilton.                                          | 10° S      | 165° W      | 0 km     |
| Tsegihi    | Tsegihi - Luogo sacro dei Navajo. | 40° S      | 10° W       | 0 km     |
| Xanadu     | Xanadu - Luogo incantato descritto nel poema Kubla Klan di Samuel Taylor Coleridge.                                                        | 15° S      | 100° W      | 3400 km  |